# (8296) Miyama
(8296) Miyama est un astéroïde de la ceinture principale.

## Description
(8296) Miyama est un astéroïde de la ceinture principale. Il fut découvert le 13 janvier 1993 à Kitami par Kin Endate et Kazuro Watanabe. Il présente une orbite caractérisée par un demi-grand axe de 2,89 UA, une excentricité de 0,26 et une inclinaison de 8,6° par rapport à l'écliptique.

## Compléments